# Данилевич Микола Миколайович
Мико́ла Микола́йович Даниле́вич (нар. 22 травня 1977, смт Смига Дубенського району Рівненської області, УРСР) — церковний діяч УПЦ МП, протоієрей, настоятель Київського храму святителя Спиридона Триміфунтського, заступник голови Відділу зовнішніх церковних зв'язків РПЦвУ, член комісії РПЦ з переговорів з УПЦ КП та Міжсоборної присутності РПЦ.
СБУ звинувачує клірика у виправданні війни РФ проти України. Клірик відкинув ці звинувачення, стверджуючи, що з початку вторгнення Росії засуджує її дії.
Серед звинувачень СБУ було й те, що священик закликав помолитися за окупантів у війні проти України. При цьому парафіянки його храму стверджують, що священик навпаки регулярно молиться за захисників України.
Фігурант центру Миротворець. Деякі українські ЗМІ з посиланням на СБУ заявили про наявність у Данилевича паспорта РФ. Протоієрей зауважив, що номер нібито його російського паспорта насправді є номером його українського паспорта, яким він користувався на той час. 

## Життєпис
Микола Данилевич народився 22 травня 1977 року в смт Смига Дубенського району Рівненської області.
Станом на червень 2006 працював у Відділі зовнішніх церковних зв'язків УПЦ МП.
12 липня 2006 року отримав сан диякона.
Станом на грудень 2006 року працював кліриком у храмі Живоначальної Трійці в Хорошеві в Москві. В рамках делегації РПЦ відвідував Яромерж у Східній Чехії.
21 вересня 2007 року отримав сан пресвітера.
Станом на лютий 2008 року працював у відділі зовнішніх церковних зв'язків та був кліриком УПЦ МП.
2008 року отримав сан протоієрея.
У березні 2009 року викладав у Київській духовній академії та семінарії. Став настоятелем храму святителя Спиридона Триміфунтського у Києві.
У червні 2010 року працював секретарем відділу зовнішніх зв'язків УПЦ МП, з 2012 року був заступником голови відділу.
23 жовтня 2014 року — включений до комісій з питань протидії «церковним розколам», з питань ставлення до інослав'я та інших релігій Міжсоборної присутності РПЦ, з 30 січня 2017 року — комісій з богослов'я та богословської освіти.
Деякі ЗМІ заявили, що навесні 2024 року переїхав до Італії. Але він виїжджав туди і в інші країни Європи тимчасово. При цьому залишався жити у Києві. Тепер перебуває в Києві під особистим зав'язальництвом і не може виїжджати за межі міста.
Рідний брат клірика Віталь Данилевич був захисником Маріуполя, під час облоги міста потрапив у полон, був звільнений 21 вересня 2022 року.

## Підозри у проросійській діяльності
30 листопада 2017 року Архієрейський собор РПЦ включив Миколу до комісії РПЦ з переговорів із УПЦ КП. СБУ стверджує, що 2017 року з проросійським нардепом Вадимом Новинським був у складі делегації, яка намагалася переконати Вселенського патріарха Варфоломія не давати Томос ПЦУ. Однак це звинувачення не знаходить підтвердження в українських медіа. Поїздка делегації УПЦ МП на Фанар з розмовою про Томос відбулася у 2018 році, а сам Данилевич у ній був лише перекладачем.
СБУ звинувачує клірика у виправданні війни РФ проти України та закликах помолитися за окупантів у війні проти України. Однак сам клірик та його парафіяни відкидають ці звинувачення . За тиждень до вторгнення Росії він навпаки звернувся до співвітчизників із закликом: «Захист своєї Батьківщини є обов’язком кожного громадянина».
У провину Данилевичу ставлять і його заяви, що дії представників ПЦУ стали причиною війни Росії проти України. У яких публікаціях знайдено причини для такого звинувачення, у ЗМІ не вказано. У публікації у своєму телеграм-каналі він заявляв лише те, що дії представників ПЦУ можуть використовуватись росіянами як виправдання агресії, але не причина для неї.

## Розслідування
У квітні 2024 року співробітники СБУ провели обшуки в Данилевича. За оперативними даними СБУ, Микола курував мережу єпархій УПЦ МП за кордоном. Ці установи під прикриттям опіки над українськими переселенцями поширювали пропагандистські наративи РФ. 12 квітня Данилевичу було вручено підозру за порушення двох статей Кримінального кодексу України. Клірика було затримано. Данилевич відкидає усі звинувачення.